# Bank of the West Classic 2003 - Doppio
Il doppio del torneo di tennis Bank of the West Classic 2003, facente parte del WTA Tour 2003, ha avuto come vincitrici Cara Black e Lisa Raymond che hanno battuto in finale Cho Yoon-jeong e Francesca Schiavone con il punteggio di 7–6(5), 6–1.

## Teste di serie
1. Cara Black /  Lisa Raymond (campionesse)
2. M Shaughnessy /  Rennae Stubbs (quarti di finale)

1. Marion Bartoli /  Alina Židkova (quarti di finale)
2. Eléni Daniilídou /  Rita Grande (semifinali)

## Tabellone

### Legenda
| - Q = Qualificato - WC = Wild card - LL = Lucky loser | - ALT = Alternate - SE = Special Exempt - PR = Protected Ranking | - w/o = Walkover - r = Ritirato - d = Squalificato |